# Alex Cevallos
Alex Cevallos (Ancón, 3 de agosto de 1967) é um ex-futebolista equatoriano que atuava como goleiro.

## Carreira
Alex Cevallos integrou a Seleção Equatoriana de Futebol na Copa América de 1997.